# El calero (Nanclares)
El Calero (conocido también en euskera como Karobia) es una torre de calcinación situada en la localidad alavesa de Nanclares de la Oca, País Vasco (España), construida para transformar la roca caliza en cal.
El 2 de mayo de 2011, el Gobierno Vasco la nombró monumento y la incluyó en el inventario general del patrimonio cultural vasco.

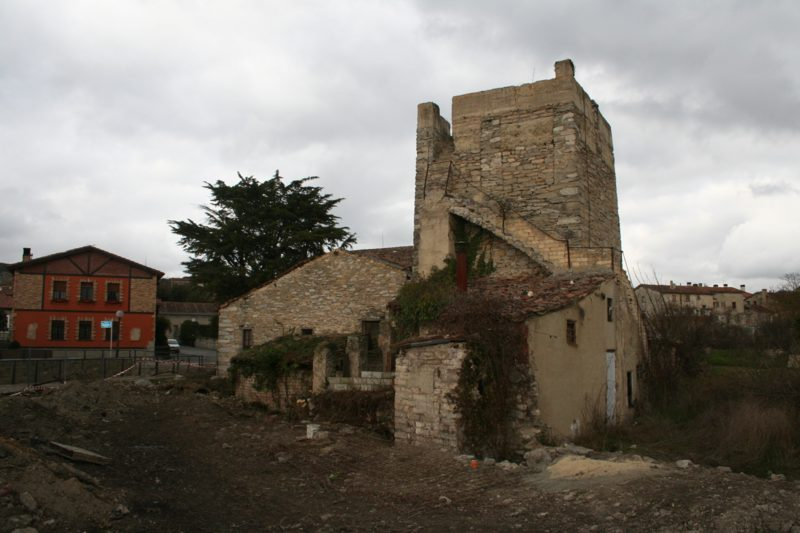
El Calero antes de su restauración

## Descripción
La torre está situada en pleno centro del pueblo de Nanclares, capital del municipio de Iruña de Oca, al final de la calle Los Molinos. Debido a su altura, puede ser vista desde muchos puntos de su alrededor y posee una gran notoriedad. Es de planta cuadrada y, en su origen, exenta, ya que no estaba adosada a ninguna otra edificación, como ocurre hoy en día. Cada lado mide 6 metros y tiene una altura de 15. Sus paredes están construidas de sillar, y las esquinas, de sillarejo. Su parte superior está acabada con cemento. Según parece, esa parte superior se cambió; en su origen tenía grandes huecos, pero se eliminaron y se le añadió el mencionado acabado de cemento. En la parte inferior se aprecia el agujero por el cual se echaba el combustible y la escaleras por las que se accedía a la parte superior. Arriba tiene otro agujero o respiradero, para echar las piedras. Desde arriba se puede observar el interior: una cámara de sección circular, cubierta de ladrillo refractario.
Esta instalación para fabricar cal es un paso intermedio entre los antiguos caleros y las instalaciones industriales. No hay documentación, pero se estima que fue construida en la segunda mitad del siglo XIX y funcionó hasta principios del siglo XX.

### Funcionamiento
Este calero de Nanclares destaca por su singularidad en ciertos aspectos, como el de su uso continuado, algo que no sucedía en los demás, que eran encendidos periódicamente y para un fin determinado. En el de Nanclares se introducía la piedra caliza y a medida que ésta iba bajando, se le podían ir añadiendo más capas por el respiradero para que no fuera necesario apagarlo. Parece ser que los trabajos se realizaban al ritmo de las estaciones, así, el material podía ser obtenido de las canteras cercanas y ser almacenado para su posterior uso.
En otoño se realizaban las tareas de molienda y calcinación. Para ello, el combustible (carbón) se introducía por el orificio inferior y las piedras, en cambio, se subían en cestas y eran introducidas por el respiradero. Tras el encendido, la piedra se abrasaba lentamente a una temperatura de entre 900 y 1000 °C y el polvo obtenido se recogía en la parte inferior de la torre. El proceso para obtener la cal duraba una semana aproximadamente.
Este horno era más grande de lo que solían ser otros, tanto por su altura como por su amplitud. En consecuencia, podían coger más piedra caliza y el proceso era eficaz. El diseño interior permitía que el material bajara lo suficientemente lento desde el punto de calentamiento hasta el de calcinación. El resultado del proceso era la cal hidráulica, utilizada en la construcción.
El calero, en apariencia, fue un importante centro de producción a finales del siglo XIX, y según nos muestra tanto su localización en el centro de Nanclares de la Oca como su importancia iconográfica, también fue un referente histórico en el pasado industrial y laboral de la localidad.

## Restauración
Los objetivos de la reforma que el ayuntamiento de Iruña de Oca lleva a cabo para el mantenimiento de este monumento son los siguientes: 
- Recuperación de la naturaleza exenta de la planta de la torre
- Fortalecimiento de sus paredes
- Limpieza y arreglo de la cámara de cocimiento y el agujero inferior
- Restauración de las escaleras de acceso a la parte superior
- Recuperación de otros elementos que actualmente no son visibles, como el respiradero, verjas o tejavanas.

Además la torre se está integrando en el entorno de una nueva plaza municipal.